# Ferdinando di Solms-Braunfels (1797-1873)
Federico Guglielmo Ferdinando, 4º principe di Solms Braunfels (Braunfels, 14 dicembre 1797 – Braunfels, 3 febbraio 1873), fu, per successione, un principe immediato.

## Vita

### Famiglia
Il principe Ferdinando di Solms-Braunfels nacque nel castello di Braunfels nel 1797, figlio primogenito del principe Guglielmo di Solms-Braunfels (1759-1837) e di sua moglie Augusta, nata vilgravia e renegravia di Salm-Grumbach. Oltre a Ferdinando, dal matrimonio dei suoi genitori nacquero: Guglielmina (1793-1865), Sofia Augusta (1796-1855) e Carlo Guglielmo Bernardo (1800-1868). Dalla relazione di suo padre con Elisabetha Becker nacquero: Heinrich Wilhelmi (1805-1864), Louise Wilhelmina Wilhelmi (1806-1808) e Karl Wilhelmi (* 1809)..
Ferdinando di Solms-Braunfels sposò la contessa Ottilia di Solms-Laubach (1807-1884), figlia del conte Federico, nel 1828. Il ritti nei distretti di Braunfels e Greifenstein fino al 1848.

### Carriera
Dal 1819 al 1831, dal 1833 al 1848 e dal 1851 fino alla sua morte nel 1873, fu membro della dieta territoriale del Württemberg. Il suo posto fu preso dal principe Luigi Guglielmo di Bentheim e Steinfurt nel 1875. Il principe Ferdinando fu anche membro della camera dei signori prussiana dal 1854, anche se non occupò mai questo seggio. Fu anche membro della prima camera degli stati del granducato d'Assia dal 1838 al 1849 e di nuovo dal 1856 al 1873. Anche in questo caso non occupò il seggio.
Il suo governo principesco di Solms-Braunfels ebbe ampi diritti sulle sedi di Braunfels e Greifenstein fino al 1848.

### Interessi privati
Ferdinando di Solms-Braunfels era considerato un cacciatore appassionato. Promosse l'espansione della silvicoltura e delle foreste e fece ampliare le riserve di caccia. Il suo fratellastro Karl Wilhelmi fu il capo forestale di Braunfels.. Nel 1842/43, il principe Ferdinando fece costruire il castello di caccia di Dianaburg in stile romantico sul Kesselberg, vicino a Braunfels, sul modello delle torri del Ponte Carlo di Praga. Collezionò anche letteratura venatoria, oggi conservata nella biblioteca di castello di Braunfels. Fece ristrutturare il castello in stile neogotico.
La pittura fu un altro degli interessi del principe. Egli stesso dimostrò talento nel dipingere animali e nel 1845 assunse Johannes Deiker come pittore di corte. Deiker realizzò ritratti del principe e dipinse paesaggi dei dintorni di Braunfels, prima che il principe Ferdinando gli commissionasse soprattutto dipinti di animali e motivi di caccia. Inoltre, consigliò il principe nei suoi studi di pittura, rimanendo al castello di Braunfels fino al 1868.
In qualità di principe ereditario, come il fratello minore Bernardo, era diventato membro della loggia massonica Marc Aurel zum flammenden Stern di Marburgo; suo padre era già massone. Durante gli studi, nel 1819 divenne membro della Alte Bonner Burschenschaft / Allgemeinheit.

## Ascendenza
|                                             |                                                |                                                     | Genitori                                                        |  |  | Nonni |  |  | Bisnonni                                         |  |  | Trisnonni                                       |  |
|                                             |                                                |                                                     |                                                                 |  |  |       |  |  | Friedrich Wilhelm, I principe di Solms-Braunfels |  |  | Wilhelm Moritz, III conte di Solms-Greifenstein |  |
|                                             |                                                |                                                     |                                                                 |  |  |       |  |  | Friedrich Wilhelm, I principe di Solms-Braunfels |  |  | Wilhelm Moritz, III conte di Solms-Greifenstein |  |
|                                             |                                                | langravia Magdalene Sophie von Hessen-Homburg       |                                                                 |  |  |       |  |  | Friedrich Wilhelm, I principe di Solms-Braunfels |  |  |                                                 |  |
| Ferdinand, principe di Solms-Braunfels      |                                                |                                                     |                                                                 |  |  |       |  |  | Friedrich Wilhelm, I principe di Solms-Braunfels |  |  |                                                 |  |
|                                             |                                                | principessa Magdalene Henriette von Nassau-Weilburg | Johann Ernst, I principe di Nassau-Weilburg                     |  |  |       |  |  |                                                  |  |  |                                                 |  |
|                                             |                                                | principessa Magdalene Henriette von Nassau-Weilburg | Johann Ernst, I principe di Nassau-Weilburg                     |  |  |       |  |  |                                                  |  |  |                                                 |  |
|                                             |                                                | principessa Magdalene Henriette von Nassau-Weilburg | contessa Maria Polyxena von Leiningen-Dagsburg-Hardenburg       |  |  |       |  |  |                                                  |  |  |                                                 |  |
| Wilhelm, III principe di Solms-Braunfels    |                                                | principessa Magdalene Henriette von Nassau-Weilburg |                                                                 |  |  |       |  |  |                                                  |  |  |                                                 |  |
|                                             |                                                | Christian August, IV conte di Solms-Laubach         | Friedrich Ernst, II conte di Solms-Laubach                      |  |  |       |  |  |                                                  |  |  |                                                 |  |
|                                             |                                                | Christian August, IV conte di Solms-Laubach         | Friedrich Ernst, II conte di Solms-Laubach                      |  |  |       |  |  |                                                  |  |  |                                                 |  |
|                                             |                                                | Christian August, IV conte di Solms-Laubach         | contessa Friederike Charlotte zu Stolberg-Gedern                |  |  |       |  |  |                                                  |  |  |                                                 |  |
| contessa Sophie Christine zu Solms-Laubach  |                                                | Christian August, IV conte di Solms-Laubach         |                                                                 |  |  |       |  |  |                                                  |  |  |                                                 |  |
|                                             |                                                | principessa Elisabeth zu Isenburg-Büdingen-Birstein | Wolfgang Ernst I, I principe di Isenburg-Büdingen-Birstein      |  |  |       |  |  |                                                  |  |  |                                                 |  |
|                                             |                                                | principessa Elisabeth zu Isenburg-Büdingen-Birstein | Wolfgang Ernst I, I principe di Isenburg-Büdingen-Birstein      |  |  |       |  |  |                                                  |  |  |                                                 |  |
|                                             |                                                | principessa Elisabeth zu Isenburg-Büdingen-Birstein | contessa Friederike Elisabeth von Leiningen-Dagsburg-Hardenburg |  |  |       |  |  |                                                  |  |  |                                                 |  |
| Ferdinand, IV principe di Solms-Braunfels   |                                                | principessa Elisabeth zu Isenburg-Büdingen-Birstein |                                                                 |  |  |       |  |  |                                                  |  |  |                                                 |  |
|                                             | Karl Walrad Wilhelm, VI conte di Salm-Grumbach | Karl Ludwig Philip, V conte di Salm-Grumbach        |                                                                 |  |  |       |  |  |                                                  |  |  |                                                 |  |
|                                             | Karl Walrad Wilhelm, VI conte di Salm-Grumbach | Karl Ludwig Philip, V conte di Salm-Grumbach        |                                                                 |  |  |       |  |  |                                                  |  |  |                                                 |  |
|                                             | Karl Walrad Wilhelm, VI conte di Salm-Grumbach | principessa Wilhelmine Henriette von Nassau-Usingen |                                                                 |  |  |       |  |  |                                                  |  |  |                                                 |  |
| Karl Ludwig, I conte di Salm-Grumbach-Dhaun | Karl Walrad Wilhelm, VI conte di Salm-Grumbach |                                                     |                                                                 |  |  |       |  |  |                                                  |  |  |                                                 |  |
|                                             |                                                | Juliane Franziska von Prösing                       | Johann Rudolf, I conte di Prösing                               |  |  |       |  |  |                                                  |  |  |                                                 |  |
|                                             |                                                | Juliane Franziska von Prösing                       | Johann Rudolf, I conte di Prösing                               |  |  |       |  |  |                                                  |  |  |                                                 |  |
|                                             |                                                | Juliane Franziska von Prösing                       | contessa Wilhelmine Sophie zu Limpurg-Speckfeld                 |  |  |       |  |  |                                                  |  |  |                                                 |  |
| contessa Auguste zu Salm-Grumbach-Dhaun     |                                                | Juliane Franziska von Prösing                       |                                                                 |  |  |       |  |  |                                                  |  |  |                                                 |  |
|                                             |                                                | Carl Friedrich Wilhelm, I principe di Leiningen     | Friedrich Magnus, conte di Leiningen-Dagsburg-Hartenburg        |  |  |       |  |  |                                                  |  |  |                                                 |  |
|                                             |                                                | Carl Friedrich Wilhelm, I principe di Leiningen     | Friedrich Magnus, conte di Leiningen-Dagsburg-Hartenburg        |  |  |       |  |  |                                                  |  |  |                                                 |  |
|                                             |                                                | Carl Friedrich Wilhelm, I principe di Leiningen     | contessa Anna Christine Eleonore von Wurmbrand-Stuppach         |  |  |       |  |  |                                                  |  |  |                                                 |  |
| principessa Marianne zu Leiningen           |                                                | Carl Friedrich Wilhelm, I principe di Leiningen     |                                                                 |  |  |       |  |  |                                                  |  |  |                                                 |  |
|                                             |                                                | contessa Christiane von Solms-Rödelheim-Assenheim   | Wilhelm Carl Ludwig, conte di Solms-Rödelheim-Assenheim         |  |  |       |  |  |                                                  |  |  |                                                 |  |
|                                             |                                                | contessa Christiane von Solms-Rödelheim-Assenheim   | Wilhelm Carl Ludwig, conte di Solms-Rödelheim-Assenheim         |  |  |       |  |  |                                                  |  |  |                                                 |  |
|                                             |                                                | contessa Christiane von Solms-Rödelheim-Assenheim   | contessa Maria Anna Magdalena von Wurmbrand-Stuppach            |  |  |       |  |  |                                                  |  |  |                                                 |  |
|                                             |                                                | contessa Christiane von Solms-Rödelheim-Assenheim   |                                                                 |  |  |       |  |  |                                                  |  |  |                                                 |  |